# جاسم الدوسري
جاسم أحمد الدوسري لاعب كرة قدم سعودي يلعب حالياً في نادي الروضة.

## مسيرة اللاعب
لعب في الفئات السنية في نادي القادسية و لعب بعدها مع نادي النهضة ونادي القادسية ونادي الساحل ونادي الكوكب ونادي الزلفي ونادي الروضة.